# アドルフ・モンティセリ
アドルフ・ジョゼフ・トマ・モンティセリ（Adolphe Joseph Thomas Monticelli, 1824年10月14日 - 1886年6月29日）は、フランスの印象派に先立つ時期の画家である。

## 生涯
モンティセリは、1824年、フランス・マルセイユに生まれた。1842年から1846年までマルセイユ市立美術学校に通い、その後パリのエコール・デ・ボザールでポール・ドラローシュの下、絵画を学んだ。パリでは、ルーヴル美術館に収蔵された名作の模写を行い、中でもウジェーヌ・ドラクロワの油絵を崇敬していた。1855年、モンティセリはバルビゾン派のナルシス・ディアズ・ド・ラ・ペーニャと知り合い、2人はよくフォンテーヌブローの森に絵を描きに出かけた。モンティセリは、風景画の中に裸像や盛装の人物像を取り込むというディアズの手法を取り入れている。
モンティセリは、アントワーヌ・ヴァトーやドラクロワの影響を受けながら、独自のロマン主義的絵画を形成していった。当時からモンティセリの絵画に対しては批判が絶えなかったが、それに対してモンティセリ自身は「私は30年後のために描いているのだ」と語ったという。
1870年以降はマルセイユを本拠とし、画作を続けたが、過度の飲酒や浪費などがたたって生活は貧しかった。1885年に下半身不随となり、翌年にマルセイユで没した。
年下のポール・セザンヌと1860年代に知り合い、その頃のセザンヌの絵にはモンティセリの影響が見られる。1878年から1884年までの間、2人はよく風景を一緒に描き、エクス＝アン＝プロヴァンスに1か月間一緒に滞在したこともあった。1870年頃、モンティセリは印象派を模倣して光を取り入れようと試みたことがあったが、彼の作風には合わなかった。

## 作品の評価
フィンセント・ファン・ゴッホは、1886年にパリに着いた時、モンティセリの絵を見て非常に感銘を受けた。ゴッホは間もなく明るいパレットと大胆な筆致を取り入れ、後に、自分はモンティセリのやっていたことを続けているのだと思うことがあると述懐している。ゴッホとその弟テオドルス・ファン・ゴッホ（テオ）は、1890年にモンティセリに関する最初の本が出版されるについて助力している。
モンティセリの評価は死後高まり、オスカー・ワイルドも彼の作品を収集していた。他方、19世紀の美術の中では価値が低いと考える論者もあり、2005年には、スコットランド国立美術館の館長ティモシー・クリフォードが「ガーディアン」紙にモンティセリを酷評する評論を掲載した。
2008年9月から2009年1月まで、マルセイユで「ゴッホとモンティセリ」と題し、ゴッホ作品への影響に注目した展覧会が開かれた。
2010年2月、マルセイユ郊外のエスタックにモンティセリ財団が設立され、モンティセリのいくつかの代表作を展示している。

## ギャラリー
- 「マルセイユ近くの海」1880年-1884年。油彩、キャンバス、28 × 38 cm。サンパウロ美術館（ブラジル）。
- 「オウムと宮廷の女」油彩、35cm × 47cm。個人蔵。
- 「カシスの港」1884年頃。油彩、板、34.3 × 51cm。国立西洋美術館（東京）。
- 「花瓶の花」1875年頃。油彩、板、51 × 39cm。ゴッホ美術館（アムステルダム）。